# Fageicera
Fageicera is een geslacht van spinnen uit de  familie van de Ochyroceratidae.

## Soorten
- Fageicera cubana Dumitrescu & Georgescu, 1992
- Fageicera loma Dumitrescu & Georgescu, 1992
- Fageicera nasuta Dumitrescu & Georgescu, 1992